# Domenico Fancelli
Domenico Fancelli est un sculpteur italien travaillant en Espagne, né à Settignano en 1469, et mort à Saragosse le 21 avril 1519.
Il a été un des sculpteurs qui a introduit l'art de la Renaissnce en Espagne.

## Biographie
On sait peu de choses sur sa formation qui s'est très probablement faite à Florence et Rome. Il faisait partie d'une famille de sculpteurs. Gómez Moreno a supposé qu'il a travaillé dans l'atelier d'un de ses parents, Luca Fancelli et qu'il l'a accompagné à Naples où il a collaboré avec Benedetto da Maiano dont l'influence est manifeste sur les œuvres de Fancelli.
À la demande de Íñigo López de Mendoza y Quiñones, comte de Tendilla, marquis de Mondéjar, il a sculpté en marbre de Carrare le tombeau de son frère Diego Hurtado de Mendoza, cardinal archevêque de Séville, mort en 1502. Le marbre a été acheté à Carrare en 1508 et transféré par mer à Gênes où les différentes parties ont été sculptées. Ce tombeau a ensuite été déplacé à Séville où Domenico Fancelli l'a monté vers 1509. Fancelli s'est inspiré du mausolée du pape Paul II, œuvre Mino da Fiesole et de Giovanni Dalmata conservé partiellement dans les grottes vaticanes.
Vers 1510, il a été chargé de réaliser le tombeau au prince don Jean d'Aragon, héritier des rois catholiques mort prématurément, placé dans le monastère royal de Santo Tomás d'Ávila. Après avoir fait un nouveau voyage pour se procurer la quantité nécessaire de marbre de Carrare, il l'a terminé en 1513.
La réussite dans l'exécution de cette œuvre lui a valu de recevoir la commande de celle qui est la plus connue, les tombeaux des rois catholiques, Ferdinand II et Isabelle la Catholique, dans la chapelle royale de la cathédrale de Grenade terminés en 1517. Puis il a reçu la commande de la sépulture du cardinal Cisneros le 14 juillet 1518. Sur la route pour aller chercher de nouveau du marbre de Carrare, il s'est rendu à Saragosse pour rencontrer la Cour. Le 21 décembre 1518, Charles Ier d'Espagne le charge de réaliser les sépultures de ses parents, Philippe Ier le Beau et de Jeanne la Folle. Mais c'est là qu'il tombe malade et meurt.
Il avait fait les dessins du tombeau du cardinal Cisneros. Après sa mort, les contrats des travaux laissés non réalisés - les tombeaux de Philippe Ier le Beau et de Jeanne la Folle, du cardinal Cisneros - à Grenade et Alcalá de Henares, ont été transférés à Bartolomé Ordóñez le 1er mai 1519 pour les mener à bien.
Il a eu une grande influence sur la sculpture espagnole, comme on peut le voir avec Vasco de la Zarza.

## Œuvres
- Sépulture du cardinal Diego Hurtado de Mendoza
- Sépulture du prínce Juan d'Aragon
- Sépulture des Rois catholiques
- Sépulture du cardinal Cisneros (seulement les dessins)